# 151-й армейский пушечный артиллерийский полк
151-й армейский пушечный артиллерийский Ленинградский полк, он же в разное время мог называться 151-й корпусной артиллерийский полк, 151-й пушечный артиллерийский полк — воинская часть Вооружённых Сил СССР в Великой Отечественной войне.

## История
Сформирован в Латвии в декабре 1940 года на базе кадра 51-го корпусного артиллерийского полка. До апреля 1941 года дислоцировался в городе Даугавпилс. Затем, вместе с управлением 2-го стрелкового корпуса и корпусными частями был переброшен в Минск. Вплоть до начала войны полк дислоцировался в Здановичах. Был вооружён 20 152-мм орудиями МЛ-20, на тракторной тяге (Тяжёлый трактор «Сталинец» ЧТЗ С-60).
В составе действующей армии с 22 июня 1941 по 19 ноября 1941, с 6 мая 1942 по 19 ноября 1943 и с 1 мая 1944 по 9 сентября 1944 года.
26 июня 1941 года был придан 100-й стрелковой дивизии и днём того же дня прибыл на позиции севернее Минска. С ходу развернувшись, вступил в бой прямой наводкой с частями 3-й танковой группы, уничтожив из своих мощных орудий 8 танков и большое количество пехоты. В первом бою полк потерял 3 орудия, в том числе одно было уничтожено авиабомбой.
В дальнейшем с боями отступает вместе со 2-м стрелковым корпусом по маршруту Березина — Днепр — Горки. 12—13 июля 1941 года близ Горок попал в окружение, при поддержке огня полка части 161-й стрелковой дивизии и корпусные части выходят из окружения к Кричеву, а затем выводятся в район Гжатска.
В начале августа 1941 года полк занимает позиции в районе Летошники северо-западнее Брянска. С расформированием корпуса в середине августа 1941 года и формированием на основе управления корпуса управления 50-й армии, перешёл в непосредственное армейское подчинение. Ведёт бои, поддерживая части армии, в частности в наступлении начала сентября 1941 года.
После начала операции «Тайфун» с боями отступает к Брянску, ведёт бои с танками на окраинах города, попадает в окружение восточнее Брянска, с боями прорывается через кольцо, форсирует Рессету в районе Батагово. К 23 октября 1941 года вышел в район Белёва, в количестве 105 человек, сохранив только два орудия (по другим данным одно, по некоторым данным выведено из боя 10 орудий).
19 ноября 1941 года выведен в резерв и отправлен в тыл, в Пермскую область на восстановление. Получил новые орудия, с которыми воевал до конца войны.
Вновь попал на фронт в мае 1942 года, занял позиции на восточном фланге Демянского выступа, близ Валдая. На различных участках Северо-Западного фронта находится до ноября 1943 года, участвуя в его операциях, так, например, в начале марта 1943 года передавался на усиление 1-й ударной армии и поддерживал огнём её наступление южнее Старой Руссы. В районе Старой Руссы находится до ноября 1943 года, после чего вместе с управлением 34-й армии был направлен в резерв. В декабре 1943 года передан в 21-ю армию, до конца апреля 1944 года находился в резерве, затем переброшен на Карельский перешеек.
Принимал участие в Выборгской операции, разрушая огнём финские укрепления, так, в июне 1944 года действует в районе Сийранмяки. По окончании операции дислоцируется в районе Выборга до переформирования.
9 сентября 1944 года обращён на формирование 194-й тяжёлой гаубичной артиллерийской бригады.

## Подчинение
| Дата            | Фронт (округ)               | Армия      | Корпус                | Дивизия | Бригада |
| --------------- | --------------------------- | ---------- | --------------------- | ------- | ------- |
| 22.06.1941 года | Западный фронт              | -          | 2-й стрелковый корпус | -       | -       |
| 01.07.1941 года | Западный фронт              | 13-я армия | 2-й стрелковый корпус | -       | -       |
| 10.07.1941 года | Западный фронт              | 20-я армия | 2-й стрелковый корпус | -       | -       |
| 01.08.1941 года | Брянский фронт              | 50-я армия | -                     | -       | -       |
| 01.09.1941 года | Брянский фронт              | 50-я армия | -                     | -       | -       |
| 01.10.1941 года | Брянский фронт              | 50-я армия | -                     | -       | -       |
| 01.11.1941 года | Брянский фронт              | 50-я армия | -                     | -       | -       |
| 01.12.1941 года | Уральский военный округ     | -          | -                     | -       | -       |
| 01.01.1942 года | Резерв Ставки ВГК           | -          | -                     | -       | -       |
| 01.02.1942 года | Уральский военный округ     | -          | -                     | -       | -       |
| 01.03.1942 года | Уральский военный округ     | -          | -                     | -       | -       |
| 01.04.1942 года | Уральский военный округ     | -          | -                     | -       | -       |
| 01.05.1942 года | Резерв Ставки ВГК           | -          | -                     | -       | -       |
| 01.06.1942 года | Северо-Западный фронт       | 53-я армия | -                     | -       | -       |
| 01.07.1942 года | Северо-Западный фронт       | 53-я армия | -                     | -       | -       |
| 01.08.1942 года | Северо-Западный фронт       | 53-я армия | -                     | -       | -       |
| 01.09.1942 года | Северо-Западный фронт       | 53-я армия | -                     | -       | -       |
| 01.10.1942 года | Северо-Западный фронт       | 53-я армия | -                     | -       | -       |
| 01.11.1942 года | Северо-Западный фронт       | 53-я армия | -                     | -       | -       |
| 01.12.1942 года | Северо-Западный фронт       | 53-я армия | -                     | -       | -       |
| 01.01.1943 года | Северо-Западный фронт       | 53-я армия | -                     | -       | -       |
| 01.02.1943 года | Северо-Западный фронт       | 53-я армия | -                     | -       | -       |
| 01.03.1943 года | Северо-Западный фронт       | 53-я армия | -                     | -       | -       |
| 01.04.1943 года | Северо-Западный фронт       | 11-я армия | -                     | -       | -       |
| 01.05.1943 года | Северо-Западный фронт       | 68-я армия | -                     | -       | -       |
| 01.06.1943 года | Северо-Западный фронт       | 34-я армия | -                     | -       | -       |
| 01.07.1943 года | Северо-Западный фронт       | 34-я армия | -                     | -       | -       |
| 01.08.1943 года | Северо-Западный фронт       | 34-я армия | -                     | -       | -       |
| 01.09.1943 года | Северо-Западный фронт       | 34-я армия | -                     | -       | -       |
| 01.10.1943 года | Северо-Западный фронт       | 34-я армия | -                     | -       | -       |
| 01.11.1943 года | Северо-Западный фронт       | 34-я армия | -                     | -       | -       |
| 01.12.1943 года | Резерв Ставки ВГК           | 34-я армия | -                     | -       | -       |
| 01.01.1944 года | Прибалтийский военный округ | -          | -                     | -       | -       |
| 01.01.1944 года | Резерв Ставки ВГК           | 21-я армия | -                     | -       | -       |
| 01.02.1944 года | Резерв Ставки ВГК           | 21-я армия | -                     | -       | -       |
| 01.03.1944 года | Резерв Ставки ВГК           | 21-я армия | -                     | -       | -       |
| 01.04.1944 года | Резерв Ставки ВГК           | 21-я армия | -                     | -       | -       |
| 01.05.1944 года | Ленинградский фронт         | 21-я армия | -                     | -       | -       |
| 01.06.1944 года | Ленинградский фронт         | 21-я армия | -                     | -       | -       |
| 01.07.1944 года | Ленинградский фронт         | 23-я армия | -                     | -       | -       |
| 01.08.1944 года | Ленинградский фронт         | 23-я армия | -                     | -       | -       |
| 01.09.1944 года | Ленинградский фронт         | 23-я армия | -                     | -       | -       |

## Командиры
- майор Боголепов, убит в октябре 1941 года
- полковник Руденко Анатолий Никитович на май 1942 года

## Награды и наименования
| Награда         | Дата              | За что получена |
| --------------- | ----------------- | --------------- |
| «Ленинградский» | 22 июня 1944 года |                 |